# كولجا أفري
كولجا أفري (بالألمانية: Kolja Afriyie) مواليد 6 أبريل 1982 في فلنسبورغ، ألمانيا الغربية، هو لاعب كرة قدم ألماني دولي سابق كان يلعب كمدافع.

## مرحلة الشباب

### أندية لعب لها
- نادي هامبورغ الرياضي

## المسيرة الاحترافية

### أندية لعب لها
- نادي هورسينس
- نادي إيسبيرغ
- نادي ميتييلاند لكرة القدم
- إنيرجي كوتبوس

## وصلات خارجية
- كولجا أفري على موقع قاعدة بيانات كرة القدم.إي يو (الإنجليزية)
- كولجا أفري على موقع بيانات كرة القدم. دي إي (الألمانية)
- كولجا أفري على موقع Soccerway.com (الإنجليزية)
- كولجا أفري على موقع عالم كرة القدم.نت (الإنجليزية)

- الموقع%20الرسمي